# Пешков, Сергей Фёдорович
Сергей Фёдорович Пешков (18 марта 1953, Краснотурьинск — 6 июля 2018, Екатеринбург) — российский виолончелист, заслуженный артист России, профессор.

## Биография
Родился в городе Краснотурьинск. С 8-летнего возраста начал играть на виолончели. Уже в 10 лет принимал участие в программах камерного и симфонического оркестров наравне с музыкантами-профессионалами.
С 1968 г. учился в классе виолончели Краснотурьинской детской музыкальной школы № 1. В 1969—1973 гг. учащийся Свердловского музыкального училища им. П. И. Чайковского (класс В. В. Клишина). В 1973 г. поступил в Уральскую государственную консерваторию им. М. П. Мусоргского (класс профессора Г. Д. Цомыка). В 1977 г. — призёр (третья премия) Всесоюзного конкурса в Вильнюсе.
В 1973—1976 гг.— артист Свердловского симфонического оркестра. С 1981 по 1983 г. проходил ассистентуру — стажировку в Московской государственной консерватории им. П. И. Чайковского (класс профессора Н. Н. Шаховской).
С 1979 г. преподавал в УГК. Одновременно в 1979—1989 гг. артист квартета им. Н. Мясковского (совместно с Л. Мирчиным, В. Мильштейном, А. Федотьевой, В. Ревой, Г. Терей, В. Авериным, Л. Тышковым, Д. Петуховым).
С 1990 г. — концертмейстер виолончелей только что созданного камерного оркестра «B-A-C-H», затем, с 2000 г. — художественный руководитель оркестра и квартета «B-A-C-H» (с 1996 г. назывался «Виртуозы Екатеринбурга»). Был участником международных фестивалей в России и Европе, культурных акций ЮНЕСКО и UNICEF (в России и Италии), проводил гастрольные турне по Германии, Австрии, Швейцарии, Голландии, Франции, Италии, Испании, Тайваню, Мексике, в том числе с театром «Эвритеум» из Штутгарта (Германия), дважды участвовал в международных музыкальных конкурсах в Испании.
В 1994 году присвоено звание Заслуженного артиста Российской Федерации. В 1996 году, после исполнения концерта Л. Боккерини в Сан-Сальвадоре (Испания) в концертном зале-музее Пабло Казальса его имя было занесено в Альбом лучших виолончелистов мира, который там хранится.
С 2002 г. — профессор Уральской консерватории. С 2005 по 2017 г. — заведующий кафедрой струнных инструментов УГК.
Среди его учеников — лауреаты и дипломанты международных конкурсов: О. Ведерников, Чи Юй Мин, С. Котунов, Баатарасавын Энхбаатар (Энхе, дирижёр Уральского филармонического оркестра), И. Нечаев, Ф. Коробов (ныне главный дирижёр Музыкального театра имени Станиславского и Немировича-Данченко).
Скончался 6 июля 2018 года в Екатеринбурге после тяжёлой болезни. Похоронен на Сибирском кладбище.